# Adalbert Zafirov
Adalbert Zafirov (Sofia, 29 settembre 1969) è un allenatore di calcio ed ex calciatore bulgaro, di ruolo difensore.

## Palmarès

### Club

#### Competizioni nazionali
- Campionato bulgaro: 2

CSKA Sofia: 1989-1990, 2004-2005
- Coppa di Bulgaria: 1

CSKA Sofia: 1996-1997